# Давид ди Донателло 2012
57-я церемония вручения наград премии «Давид ди Донателло» состоялась 4 мая 2012 года, место проведения — Auditorium Conciliazione.

## Победители и номинанты

### Лучший фильм
- Цезарь должен умереть, режиссёр Паоло и Витторио Тавиани
- У нас есть Папа!, режиссёр Нанни Моретти
- Роман о бойне, режиссёр Марко Туллио Джордана
- Материк, режиссёр Эмануэле Криалезе
- Где бы ты ни был, режиссёр Паоло Соррентино

### Лучшая режиссура
- Паоло Тавиани и Витторио Тавиани — Цезарь должен умереть
- Нанни Моретти — У нас есть Папа!
- Ферзан Озпетек — Присутствие великолепия
- Марко Туллио Джордана — Роман о бойне
- Эмануэле Криалезе — Материк
- Паоло Соррентино — Где бы ты ни был

### Лучший дебют в режиссуре
- Франческо Бруни — Ништяк!
- Стефано Соллима — Все копы – ублюдки
- Аличе Рорвахер — Небесное тело
- Андрей Сегре — Ли и поэт
- Гуидо Ломбарди — Сибирское воспитание

### Лучший сценарий
- Паоло Соррентино и Умберто Контарелло — Где бы ты ни был
- Паоло Тавиани и Витторио Тавиани в сотрудничестве с Фабио Кавалли — Цезарь должен умереть
- Нанни Моретти, Франческо Пикколо и Федерика Понтремоли — У нас есть Папа!
- Марко Туллио Джордана, Сандро Петралья и Стефано Рулли — Роман о бойне
- Франческо Бруни — Ништяк!

### Лучший продюсер
- Грация Вольпи — Цезарь должен умереть
- Нанни Моретти и Доменико Прокаччи — У нас есть Папа!
- Франческо Бонсембьянте — Ли и поэт
- Риккардо Тоцци, Джованни Стабилини и Марко Кименц — Роман о бойне
- Никола Джулиано, Андреа Оккипинти и Франческа Чима — Где бы ты ни был

### Лучшая женская роль
- Чжао Тао — Ли и поэт
- Валерия Голино — Берегись! Криптонит!
- Клаудия Джерини — Моё завтра
- Микаэла Рамаццотти — Стоя в раю
- Донателла Финокьяро — Материк

### Лучшая мужская роль
- Мишель Пикколи — У нас есть Папа!
- Элио Джермано — Присутствие великолепия
- Марко Джаллини — Стоя в раю
- Валерио Мастандреа — Роман о бойне
- Фабрицио Бентивольо — Ништяк!

### Лучшая женская роль второго плана
- Микела Ческон — Роман о бойне
- Анита Каприоли — Небесное тело
- Маргерита Буй — У нас есть Папа!
- Кристиана Капотонди — Берегись! Криптонит!
- Барбора Бобулова — Ништяк!

### Лучшая мужская роль второго плана
- Пьерфранческо Фавино — Роман о бойне
- Марко Джаллини — Все копы — ублюдки
- Ренато Скарпа — У нас есть Папа!
- Джузеппе Баттистон — Ли и поэт
- Фабрицио Джифуни — Роман о бойне

### Лучшая операторская работа
- Лука Бигацци — Где бы ты ни был
- Паоло Карнера — Все копы — ублюдки
- Симоне Дзампаньи — Цезарь должен умереть
- Алессандро Пеши — У нас есть Папа!
- Роберто Форца — Роман о бойне

### Лучшая музыка
- Дэвид Бирн — Где бы ты ни был
- Умберто Шипионе — Добро пожаловать на Север
- Джулиано Тавиани и Кармело Травия — Цезарь должен умереть
- Франко Пьерсанти — У нас есть Папа!
- Паскуале Каталано — Присутствие великолепия

### Лучшая песня
- If It Falls, It Falls Дэвид Бирн (музыка) и Уилл Олдхэм (текст), исполняет Майкл Браннок — Где бы ты ни был
- Sometimes Умберто Шипионе (музыка) и Алессия Шипионе (текст), исполняет Алессия Шипионе — Добро пожаловать на Север
- Gitmem daha Сезен Аксу и Паскуале Каталано (музыка), Йылдырым Тюркер (текст), исполняет Сезен Аксу — Присутствие великолепия
- Therese Гаэтано Куррери и Андреа Форнили (музыка), Анджелика Карония, Гаэтано Куррери и Андреа Форнили (текст), исполняет Анджелика Понти — Стоя в раю
- Scialla! Амир Иссаа и Caesar Productions (музыка, текст и исполнение) — Ништяк!

### Лучшая художественная постановка
- Паола Бидзарри — У нас есть Папа!
- Франческо Фриджери — Промышленник
- Андреа Кризанти — Присутствие великолепия
- Джанкарло Базили — Роман о бойне
- Стефания Челла — Где бы ты ни был

### Лучший костюм
- Лина Нерли Тавиани — У нас есть Папа!
- Россано Марчини — Берегись! Криптонит!
- Алессандро Лаи — Присутствие великолепия
- Франческа Сартори — Роман о бойне
- Карен Патч — Где бы ты ни был

### Лучший визаж
- Луиза Абель — Где бы ты ни был
- Манлио Роккетти — Все копы — ублюдки
- Маурицио Фаццини — Берегись! Криптонит!
- Эрманно Спера — Присутствие великолепия
- Энрико Якопони — Роман о бойне

### Лучший парикмахер
- Ким Сантантонио — Где бы ты ни был
- Карло Баруччи — У нас есть Папа!
- Мауро Таманьини — Берегись! Криптонит!
- Франческа Де Симоне — Присутствие великолепия
- Фердинандо Меролла — Роман о бойне

### Лучший монтаж
- Роберто Перпиньяни — Цезарь должен умереть
- Патрицио Мароне — Все копы — ублюдки
- Эзмеральда Калабрия — У нас есть Папа!
- Франческа Кальвелли — Роман о бойне
- Кристьяно Травальоли — Где бы ты ни был

### Лучший звук
- Бенито Алькимеде и Брандо Моска — Цезарь должен умереть
- Джильберто Мартинелли — Все копы — ублюдки
- Алессандро Дзанон — У нас есть Папа!
- Фульдженцио Чеккон — Роман о бойне
- Рэй Кросс и Уильям Сарокин — Где бы ты ни был

### Лучшие визуальные эффекты
- Stefano Marinoni и Paola Trisoglio — Роман о бойне
- Palantir Digital Media — Прибытие Ванга
- Марио Дзанот — У нас есть Папа!
- Стефано Маринони и Паола Тризольо, Родольфо Мильяри — Где бы ты ни был
- Rainbow CGI — Последний землянин

### Лучший документальный фильм
- Tahrir Liberation Square, режиссёр Стефано Савона
- Il castello, regia Массимо Д’Анольфи и Мартина Паренти
- Lasciando la baia del re, режиссёр Клаудия Чиприани
- Pasta nera, режиссёр Алессандро Пива
- Polvere — Il grande processo dell’amianto, режиссёры Николо Бруна и Андреа Прандстраллер
- Zavorra, режиссёр Винченцо Минео

### Лучший короткометражный фильм
- Dell’ammazzare il maiale, режиссёр Симоне Масси
- Ce l’hai un minuto?, режиссёр Алессандро Бардани и Лука Ди Просперо
- Cusutu n' coddu — Cucito addosso, режиссёр Джованни Ла Парола
- L’estate che non viene, режиссёр Паскуале Марино
- Tiger Boy, режиссёр Габриеле Майнетти

### Лучший европейский фильм
- 1+1, режиссёр Оливье Накаш и Эрик Толедано
- Резня, режиссёр Роман Полански
- Меланхолия, режиссёр Ларс фон Триер
- Гавр, режиссёр Аки Каурисмяки
- Артист, режиссёр Мишель Хазанавичус

### Лучший иностранный фильм
- Развод Надера и Симин, режиссёр Асгар Фархади
- Драйв, режиссёр Николас Виндинг Рефн
- Хранитель времени, режиссёр Мартин Скорсезе
- Мартовские иды, режиссёр Джордж Клуни
- Древо жизни, режиссёр Терренс Малик

### Premio David giovani
- Ништяк!, режиссёр Франческо Бруни

### За жизненные достижения
- Лилиана Кавани

### Премия/Номинация
- Где бы ты ни был 6/14
- Цезарь должен умереть 5/8
- Роман о бойне 3/16
- У нас есть Папа! 3/15
- Ништяк! 2/6
- Ли и поэт 1/4
- Присутствие великолепия 0/8
- Все копы – ублюдки 0/6
- Берегись! Криптонит! 0/5
- Стоя в раю 0/3
- Материк 0/3
- Небесное тело 0/2
- Добро пожаловать на Север 0/2
- Промышленник 0/1
- Прибытие Ванга 0/1
- Последний землянин 0/1